# Abacavir/lamivudine
Abacavir/lamivudine, được bán với tên biệt dược Kivexa và một số tên khác, là một loại thuốc dùng để điều trị HIV/AIDS. Đây là một công thức phối hợp liều cố định của abacavir và lamivudine. Thuốc thường được khuyến cáo sử dụng với các thuốc kháng retrovirus khác. Công thức phối hợp này là công thức điều trị được sử dụng nhiều cho trẻ em. Chúng được uống dưới dạng viên nhỏ.
Tác dụng phụ thường gặp bao gồm khó ngủ, nhức đầu, trầm cảm, cảm thấy mệt mỏi, buồn nôn, phát ban và sốt. Tác dụng phụ nghiêm trọng có thể bao gồm tăng nồng độ lactate trong máu, phản ứng dị ứng và phình gan. Thuốc không được khuyến cáo sử dụng ở những người có một gen cụ thể được gọi là HLA-B*5701. Mức độ an toàn trong thai kỳ vẫn chưa được nghiên cứu kỹ nhưng có vẻ là không có hại gì. Lamivudine và abacavir là cả hai chất ức chế enzyme phiên mã ngược nucleoside (NRTI).
Abacavir/lamivudine đã được chấp thuận cho sử dụng y tế tại Hoa Kỳ vào năm 2004. Nó nằm trong danh sách các thuốc thiết yếu của Tổ chức Y tế Thế giới, tức là nhóm các loại thuốc hiệu quả và an toàn nhất cần thiết trong một hệ thống y tế. Chi phí bán buôn ở các nước đang phát triển là khoảng 14,19 - 16,74 USD/tháng tính đến năm 2014. Tính đến năm 2015, chi phí cho một tháng điển hình sử dụng thuốc ở Hoa Kỳ là hơn 200 USD.